# Isotopes du thorium
Le thorium (Th, numéro atomique 90) ne possède aucun isotope stable, comme tous les éléments de numéro atomique supérieur à celui du plomb (n° 82). Cependant, il possède six isotopes présents dans la nature et l'un d'eux, le thorium 232 (232Th), est relativement stable, avec une demi-vie de 14,05 milliards d'années, soit bien plus que l'âge de la Terre, et même légèrement plus que l'âge de l'univers. Cet isotope représente d'ailleurs la quasi-totalité du thorium présent dans la nature, celui-ci étant donc considéré comme un élément mononucléidique. Le thorium possède une composition isotopique terrestre caractéristique et une masse atomique standard peut donc lui être attribuée : 232,038 06(2) u.
30 radioisotopes ont été caractérisés, avec un nombre de masse variant entre 209 et 238, les plus stables étant, après 232Th, 230Th avec une demi-vie de 75 380 années, 229Th (7 340 ans) et 228Th (1,92 ans). Tous les autres isotopes ont une demi-vie inférieure à 30 jours et pour la plupart, inférieure à 10 minutes. Un isotope, 229Th, possède un isomère nucléaire (ou état métastable) avec une énergie d'excitation remarquablement basse, mesurée récemment à 7,6 ± 0,5 eV.

## Isotopes notables

### Thorium naturel
Le thorium naturel est composé presque uniquement du radioisotope primordial 232Th. Le 228Th est son descendant qui, en équilibre séculaire avec le 232Th, a une abondance relative d'environ 1,4 × 10−10.
Les isotopes 234Th et 230Th sont descendants de l'uranium 238, lui-même environ trois fois moins abondant sur Terre que le thorium 232. 234Th a une demi-vie trop courte pour être significativement quantifiable, 230Th a une abondance proche de 1,7 × 10−5 fois celle de l'uranium 238. C'est le deuxième isotope le plus abondant sur Terre.
Les isotopes 227Th et 231Th sont descendants de l'uranium 235.
En raison de leur présence dans les chaînes de désintégration majeures, les isotopes naturels du thorium ont reçu des appellations historiques, aujourd'hui désuètes.
| Isotope | Abondance approximative (fraction molaire) | Origine                 | Appellation historique |
| ------- | ------------------------------------------ | ----------------------- | ---------------------- |
| 227Th   | Traces (< 10−12)                           | Chaîne de l'uranium 235 | Radio-actinium         |
| 228Th   | 1,4 × 10−10                                | Chaîne du thorium 232   | Radio-thorium          |
| 230Th   | 2 × 10−4                                   | Chaîne de l'uranium 238 | Ionium                 |
| 231Th   | Traces (< 10−12)                           | Chaîne de l'uranium 235 | Uranium Y              |
| 232Th   | 1                                          | Radioisotope primordial | Thorium                |
| 234Th   | Traces (< 10−12)                           | Chaîne de l'uranium 238 | Uranium X1             |

### Thorium 227
Le thorium 227 fait partie de la chaîne de désintégration de l'uranium 235. Il était historiquement nommé radio-actinium, d'après son isotope-père dans cette chaîne.

### Thorium 228
Le thorium 228 (228Th) est l'isotope du thorium dont le noyau est constitué de 90 protons et de 138 neutrons. Il fut nommé historiquement radio-thorium, du fait de sa présence dans la chaîne de désintégration du thorium 232 (c'est le plus radioactif des deux isotopes de cette chaîne). Il a une demi-vie de 1,911 6 ans. Il se désintègre principalement par émission α pour donner le radium 224. De façon très occasionnelle (10−13), il peut aussi se désintégrer par émission de cluster, en émettant un noyau d'20O, produisant le plomb 208, isotope stable. C'est un isotope-fils de l'uranium 232 (232U), produit par émission α.
228Th a une masse atomique de 228,028 741 1 g mol−1.

### Thorium 229
Le thorium 229 (229Th) est l'isotope du thorium dont le noyau est constitué de 90 protons et de 139 neutrons. Il se désintègre par émission α pour former le 225Ra avec une demi-vie de 7 340 ans. C'est l'un des isotopes à plus longue demi-vie (après les isotopes 232Th et 230Th), et le dernier dont la demi-vie dépasse le millénaire.
229Th est produit par désintégration α de l'uranium 233 et il est principalement utilisé pour former l'actinium 225 et le bismuth 213 utilisés en médecine nucléaire.

#### Thorium 229m
La spectrométrie gamma a indiqué que le thorium 229 avait un isomère nucléaire avec une énergie d'excitation remarquablement basse, faisant même de cet isomère nucléaire celui possédant l'énergie la plus basse connue. Depuis quelques années[Quand ?], l'énergie admise de cet état est de 3,5 eV, avec une incertitude de 1,0 eV.
Ceci rend sans doute possible son excitation en utilisant des lasers dans la gamme V-UV. Cet isomère pourrait avoir des applications, dans le stockage d'énergie haute densité, dans l'horlogerie de précision, comme qubit dans le cadre de l'informatique quantique, ou pour tester l'effet de l'environnement chimique sur le taux de désintégration nucléaire.
La demi-vie de cet état excité est inconnue, mais elle est estimée à 5 heures. Si cet isomère devait se désintégrer, il produirait un rayon gamma (défini par son origine et non par sa longueur d'onde) dans le domaine de l'ultraviolet. On a pensé un temps avoir détecté ces « rayons gamma ultraviolets », mais cette observation s'est révélée être en réalité être due à de l'azote gazeux excité par des émissions à haute énergie.
Des mesures récentes[Quand ?] avec des rayons gamma à haute énergie donnent une énergie pour l'état 3/2+ de 7,6 eV, avec une incertitude de 0,5 eV.

### Thorium 230
Le thorium 230 (230Th) est l'isotope du thorium dont le noyau est constitué de 90 protons et de 140 neutrons. Il fut historiquement appelé « ionium » (avec pour symbole chimique Io) lors de sa découverte dans la chaîne de désintégration de l'uranium 238, avant qu'on découvre que l'ionium et le thorium étaient un seul et unique élément. Il se désintègre principalement par émission α en radium 226 avec une demi-vie de 75 380 ans.
230Th peut être utilisé pour dater les coraux et mesurer les courants marins.

### Thorium 231
Le thorium 231 (231Th) est l'isotope du thorium dont le noyau est constitué de 90 protons et de 141 neutrons. C'est un produit de désintégration de l'uranium 235, et il était historiquement appelé Uranium Y en raison de sa présence dans cette chaîne de désintégration. Il se désintègre principalement par désintégration β− pour former le protactinium 231 avec une énergie de 0,39 MeV. Du fait de sa courte demi-vie, 25,5 h, on ne le trouve qu'en très petite quantité sur Terre. Sa masse atomique est de 231,036 304 3 g mol−1.

### Thorium 232
Le thorium 232 (232Th) est l'isotope du thorium dont le noyau est constitué de 90 protons et de 142 neutrons. Isotope le plus stable du thorium, il est considéré comme presque stable, sa demi-vie étant légèrement supérieure à l'âge de l'univers. Il est à l'origine de la chaîne de désintégration 4n + 0, qui débute par sa très lente désintégration α en radium 228 et se termine par la formation du plomb 208.

### Thorium 233
Le thorium 233 (233Th) est l'isotope du thorium dont le noyau est constitué de 90 protons et de 143 neutrons. 233Th se désintègre par désintégration β− pour former le protactinium 233 avec une demi-vie de 21,83 minutes.

### Thorium 234
Le thorium 234 (234Th) est l'isotope du thorium dont le noyau est constitué de 90 protons et de 144 neutrons. Il est formé par désintégration alpha de l'uranium 238, et il était historiquement appelé Uranium X1 en raison de sa présence dans cette chaîne de désintégration.
Il se désintègre par désintégration β− pour former le protactinium 234m avec une demi-vie de 24,1 jours. 234Th a une masse atomique d'environ 234,043 6 uma, et une énergie de désintégration de 270 keV.

## Table des isotopes
| Symbole de l'isotope | Z (p)                | N (n)                | Masse isotopique     | Demi-vie                  | Mode(s) de désintégration, | Isotope(s)-fils | Spin nucléaire |
| Symbole de l'isotope | Énergie d'excitation | Énergie d'excitation | Énergie d'excitation | Demi-vie                  | Mode(s) de désintégration, | Isotope(s)-fils | Spin nucléaire |
| -------------------- | -------------------- | -------------------- | -------------------- | ------------------------- | -------------------------- | --------------- | -------------- |
| 209Th                | 90                   | 119                  | 209,01772(11)        | 7(5) ms [3,8(+69-15)]     |                            |                 | 5/2-#          |
| 210Th                | 90                   | 120                  | 210,015075(27)       | 17(11) ms [9(+17-4) ms]   | α                          | 206Ra           | 0+             |
| 210Th                | 90                   | 120                  | 210,015075(27)       | 17(11) ms [9(+17-4) ms]   | β+ (rare)                  | 210Ac           | 0+             |
| 211Th                | 90                   | 121                  | 211,01493(8)         | 48(20) ms [0,04(+3-1) s]  | α                          | 207Ra           | 5/2-#          |
| 211Th                | 90                   | 121                  | 211,01493(8)         | 48(20) ms [0,04(+3-1) s]  | β+ (rare)                  | 211Ac           | 5/2-#          |
| 212Th                | 90                   | 122                  | 212,01298(2)         | 36(15) ms [30(+20-10) ms] | α (99,7 %)                 | 208Ra           | 0+             |
| 212Th                | 90                   | 122                  | 212,01298(2)         | 36(15) ms [30(+20-10) ms] | β+ (0,3 %)                 | 212Ac           | 0+             |
| 213Th                | 90                   | 123                  | 213,01301(8)         | 140(25) ms                | α                          | 209Ra           | 5/2-#          |
| 213Th                | 90                   | 123                  | 213,01301(8)         | 140(25) ms                | β+ (rare)                  | 213Ac           | 5/2-#          |
| 214Th                | 90                   | 124                  | 214,011500(18)       | 100(25) ms                | α                          | 210Ra           | 0+             |
| 215Th                | 90                   | 125                  | 215,011730(29)       | 1,2(2) s                  | α                          | 211Ra           | (1/2-)         |
| 216Th                | 90                   | 126                  | 216,011062(14)       | 26,8(3) ms                | α (99,99 %)                | 212Ra           | 0+             |
| 216Th                | 90                   | 126                  | 216,011062(14)       | 26,8(3) ms                | β+ (0,006 %)               | 216Ac           | 0+             |
| 216m1Th              | 2 042(13) keV        | 2 042(13) keV        | 2 042(13) keV        | 137(4) µs                 |                            |                 | (8+)           |
| 216m2Th              | 2 637(20) keV        | 2 637(20) keV        | 2 637(20) keV        | 615(55) ns                |                            |                 | (11-)          |
| 217Th                | 90                   | 127                  | 217,013114(22)       | 240(5) µs                 | α                          | 213Ra           | (9/2+)         |
| 218Th                | 90                   | 128                  | 218,013284(14)       | 109(13) ns                | α                          | 214Ra           | 0+             |
| 219Th                | 90                   | 129                  | 219,01554(5)         | 1,05(3) µs                | α                          | 215Ra           | 9/2+#          |
| 219Th                | 90                   | 129                  | 219,01554(5)         | 1,05(3) µs                | β+ (10−7 %)                | 219Ac           | 9/2+#          |
| 220Th                | 90                   | 130                  | 220,015748(24)       | 9,7(6) µs                 | α                          | 216Ra           | 0+             |
| 220Th                | 90                   | 130                  | 220,015748(24)       | 9,7(6) µs                 | CE (2 × 10−7 %)            | 220Ac           | 0+             |
| 221Th                | 90                   | 131                  | 221,018184(10)       | 1,73(3) ms                | α                          | 217Ra           | (7/2+)         |
| 222Th                | 90                   | 132                  | 222,018468(13)       | 2,237(13) ms              | α                          | 218Ra           | 0+             |
| 222Th                | 90                   | 132                  | 222,018468(13)       | 2,237(13) ms              | CE (1,3 × 10−8 %)          | 222Ac           | 0+             |
| 223Th                | 90                   | 133                  | 223,020811(10)       | 0,60(2) s                 | α                          | 219Ra           | (5/2)+         |
| 224Th                | 90                   | 134                  | 224,021467(12)       | 1,05(2) s                 | α                          | 220Ra           | 0+             |
| 224Th                | 90                   | 134                  | 224,021467(12)       | 1,05(2) s                 | β+β+ (rare)                | 224Ra           | 0+             |
| 225Th                | 90                   | 135                  | 225,023951(5)        | 8,72(4) min               | α (90 %)                   | 221Ra           | (3/2)+         |
| 225Th                | 90                   | 135                  | 225,023951(5)        | 8,72(4) min               | CE (10 %)                  | 225Ac           | (3/2)+         |
| 226Th                | 90                   | 136                  | 226,024903(5)        | 30,57(10) min             | α                          | 222Ra           | 0+             |
| 227Th                | 90                   | 137                  | 227,0277041(27)      | 18,68(9) j                | α                          | 223Ra           | 1/2+           |
| 228Th                | 90                   | 138                  | 228,0287411(24)      | 1,9116(16) a              | α                          | 224Ra           | 0+             |
| 228Th                | 90                   | 138                  | 228,0287411(24)      | 1,9116(16) a              | DC (1,3 × 10−11 %)         | 208Pb 20O       | 0+             |
| 229Th                | 90                   | 139                  | 229,031762(3)        | 7,34(16) × 103 a          | α                          | 225Ra           | 5/2+           |
| 229mTh               | 0,0076(5) keV        | 0,0076(5) keV        | 0,0076(5) keV        | 70(50) h                  | TI                         | 229Th           | 3/2+           |
| 230Th                | 90                   | 140                  | 230,0331338(19)      | 7,538(30) × 104 a         | α                          | 226Ra           | 0+             |
| 230Th                | 90                   | 140                  | 230,0331338(19)      | 7,538(30) × 104 a         | DC (5,6 × 10−11 %)         | 206Hg 24Ne      | 0+             |
| 230Th                | 90                   | 140                  | 230,0331338(19)      | 7,538(30) × 104 a         | FS (5 × 10−11 %)           | (Varié)         | 0+             |
| 231Th                | 90                   | 141                  | 231,0363043(19)      | 25,52(1) h                | β−                         | 231Pa           | 5/2+           |
| 231Th                | 90                   | 141                  | 231,0363043(19)      | 25,52(1) h                | α (10−8 %)                 | 227Ra           | 5/2+           |
| 232Th                | 90                   | 142                  | 232,0380553(21)      | 1,405(6) × 1010 a         | α                          | 228Ra           | 0+             |
| 232Th                | 90                   | 142                  | 232,0380553(21)      | 1,405(6) × 1010 a         | β−β− (rare)                | 232U            | 0+             |
| 232Th                | 90                   | 142                  | 232,0380553(21)      | 1,405(6) × 1010 a         | FS (1,1 × 10−9 %)          | (Varié)         | 0+             |
| 232Th                | 90                   | 142                  | 232,0380553(21)      | 1,405(6) × 1010 a         | DC (2,78 × 10−10 %)        | 182Yb 26Ne 24Ne | 0+             |
| 233Th                | 90                   | 143                  | 233,0415818(21)      | 21,83(4) min              | β−                         | 233Pa           | 1/2+           |
| 234Th                | 90                   | 144                  | 234,043601(4)        | 24,10(3) j                | β−                         | 234mPa          | 0+             |
| 235Th                | 90                   | 145                  | 235,04751(5)         | 7,2(1) min                | β−                         | 235Pa           | (1/2+)#        |
| 236Th                | 90                   | 146                  | 236,04987(21)#       | 37,5(2) min               | β−                         | 236Pa           | 0+             |
| 237Th                | 90                   | 147                  | 237,05389(39)#       | 4,8(5) min                | β−                         | 237Pa           | 5/2+#          |
| 238Th                | 90                   | 148                  | 238,0565(3)#         | 9,4(20) min               | β−                         | 238Pa           | 0+             |

1. ↑  Abréviations :
DC : désintégration par émission de cluster ;
CE : capture électronique ;
TI : transition isomérique ;
FS : fission spontanée.
2. ↑  Isotopes stables en gras.
3. ↑  Utilisé dans la datation à l'uranium-thorium.
4. ↑  Radioisotope primordial.

### Remarques
- Il existe des échantillons géologiques exceptionnels dont la composition isotopique est en dehors de l'échelle donnée. L'incertitude sur la masse atomique de tels spécimens peut excéder les valeurs données.
- Les valeurs marquées # ne sont pas purement dérivées des données expérimentales, mais aussi au moins en partie à partir des tendances systématiques. Les spins avec des arguments d'affectation faibles sont entre parenthèses.
- Les incertitudes sont données de façon concise entre parenthèses après la décimale correspondante. Les valeurs d'incertitude dénotent un écart-type, à l'exception de la composition isotopique et de la masse atomique standard de l'IUPAC qui utilisent des incertitudes élargies.